# Surprise!
Surprise! ist ein Kurzfilm des deutschen Regisseurs Veit Helmer aus dem Jahr 1995. Der Film ist in schwarz-weiß gedreht und leicht nachkoloriert.

## Handlung
Ein Mann steht morgens vor seiner Freundin auf, die noch nackt im Bett liegt und schläft. Er beginnt damit, mit großem Elan diverse Apparaturen im Zimmer aufzubauen, die äußerst bedrohlich wirken. Als er das Haus verlässt, setzt er mehrere Zündschnüre in Gang, die die Apparaturen in Bewegung setzen. Die Frau wird aus dem Bett katapultiert, geduscht, angezogen und an den Frühstückstisch befördert, wo ihr automatisch Kaffee eingeschenkt wird und ein Toast auf den Teller fliegt. Eine Armbrust öffnet das Frühstücksei und eine Apparatur liefert ein Foto des Mannes, das eine Liebesbotschaft enthält. Die Frau ist allerdings wenig begeistert, da die meisten – gut gemeinten – Aktionen schiefgelaufen sind.

## Auszeichnungen
- Brest Europäisches KurzFilmfestival 1995
  - Publikumspreis Veit Helmer
- Internationales Festival von Fantasy-Filmen in Brüssel (BIFFF) 1996
  - Bestes Drehbuch
- Internationale Filmfestspiele von Cannes 1995
- Internationales Filmfestival von Chicago 1996
  - Silberner Hugo
- Internationales Filmfestival Cinequest von San Jose 1997
  - Bester Kurzfilm
- Deutsche Kurzfilmtage 1996
  - Friedrich-Wilhelm-Murnau-Preis
- Drama Short Filmfestival 1995
- Mediawave, Ungarn 1997
  - Jurypreis
- Internationales Filmfestival von Odense 1997
- Rüsselsheimer Filmtag 1996
  - Publikumspreis (Zweiter Platz)
- San Sebastián Horror and Fantasy Film Festival 1995
  - Publikumspreis
- Internationales Filmfestival von Seattle 1995
  - bester Kurzfilm
- Internationales Filmfestival des jungen Kinos von Turin 1995
  - Nominiert als bester Kurzfilm
- Internationales Filmfestival von Valladolid 1995
  - bester Kurzfilm